# De unga lejonen
De unga lejonen (engelska: The Young Lions) är en amerikansk långfilm från 1958 i regi av Edward Dmytryk, med Marlon Brando, Montgomery Clift, Dean Martin och Hope Lange i rollerna. Filmen bygger på romanen De unga lejonen av Irwin Shaw.

## Handling
Filmen behandlar ödet för tre unga soldater under andra världskriget. En tysk officer, löjtnant Christian Diestl (Marlon Brando), blir mer och mer desillusionerad av kriget, medan den judiska amerikanska soldaten Noah Ackerman (Montgomery Clift) försöker överleva den antisemitism han stöter på inom militären. Michael Whiteacre (Dean Martin) är först en fegis som försöker undvika att bli inkallad, men som efter hand blir modigare.

## Rollista
| Marlon Brando       | – Lt. Christian Diestl |
| Montgomery Clift    | – Noah Ackerman        |
| Dean Martin         | – Michael Whiteacre    |
| Hope Lange          | – Hope Plowman         |
| Barbara Rush        | – Margaret Freemantle  |
| May Britt           | – Gretchen Hardenberg  |
| Maximilian Schell   | – Capt. Hardenberg     |
| Dora Doll           | – Simone               |
| Lee Van Cleef       | – 1st Sgt. Rickett     |
| Liliane Montevecchi | – Françoise            |
| Parley Baer         | – Sgt. Brandt          |
| Arthur Franz        | – Lt. Green            |
| Hal Baylor          | – Pvt. Burnecker       |
| Richard Gardner     | – Pvt. Crowley         |
| Herbert Rudley      | – Capt. Colclough      |

## Produktion
Joanne Woodward var ursprungligen påtänkt för rollen som "Hope Plowman", men hon valde istället att spela in Lång, het sommar (1958).
Filmen spelades in på plats i Frankrike, Tyskland och USA. När man spelade in material vid koncentrationslägret Natzweiler-Struthof i Struthof nära Strasbourg satte man in tidningsannonser efter taniga människor som skulle fungera som statister. Man upptäckte att 28 av dem som anmält sig var före detta fångar i lägret.
Den slutgiltiga budgeten blev strax över $3,5 miljoner dollar.
Den antisemitiska undertonen som karaktären Ackerman upplever tonades ner ifrån romanen; när manusförfattaren Edward Anhalt läste ett utkast till historien där antisemitismen låg klart mer i framkant, reagerade han och beskrev bland annat ett möte i en barack där Ackerman kallas "jew-boy" (en nedsättande term om en judisk man), han menade att förolämpningen skulle ses bara som en generell förolämpning mot Ackerman; plutonen är inte sur på Ackerman för att han är judisk, utan för att de alla straffas för något han gjort.

## Utmärkelser
Nomineringar, Oscarsgalan 1959
- Bästa svartvita foto - Joseph MacDonald
- Bästa musik för en komedi eller drama - Hugo Friedhofer
- Bästa ljud - Carlton W. Faulkner

Andra nomineringar
- BAFTA: Bästa film
- BAFTA: Bästa skådespelare - Marlon Brando